# Knatterboot

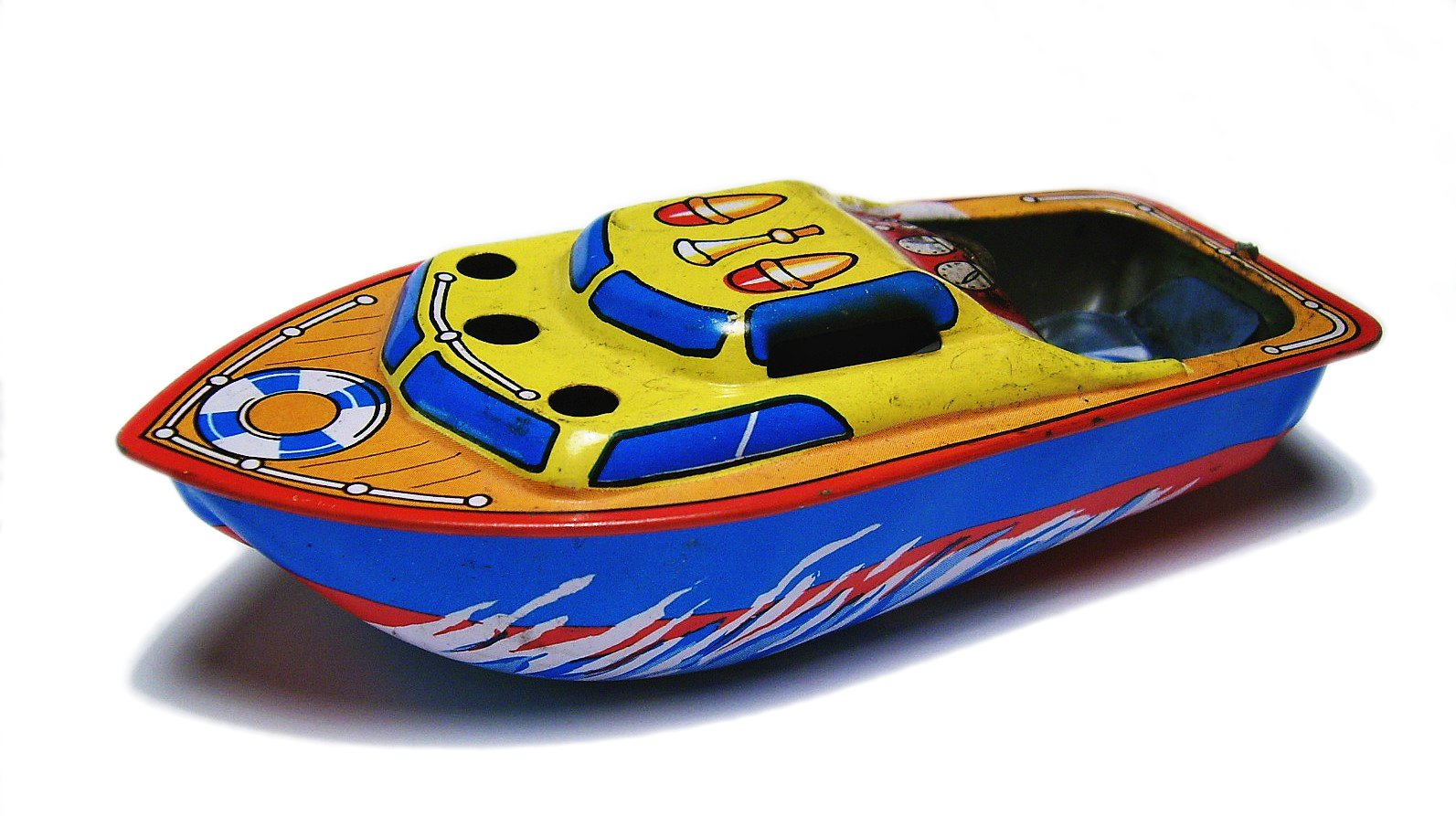
Knatterboot

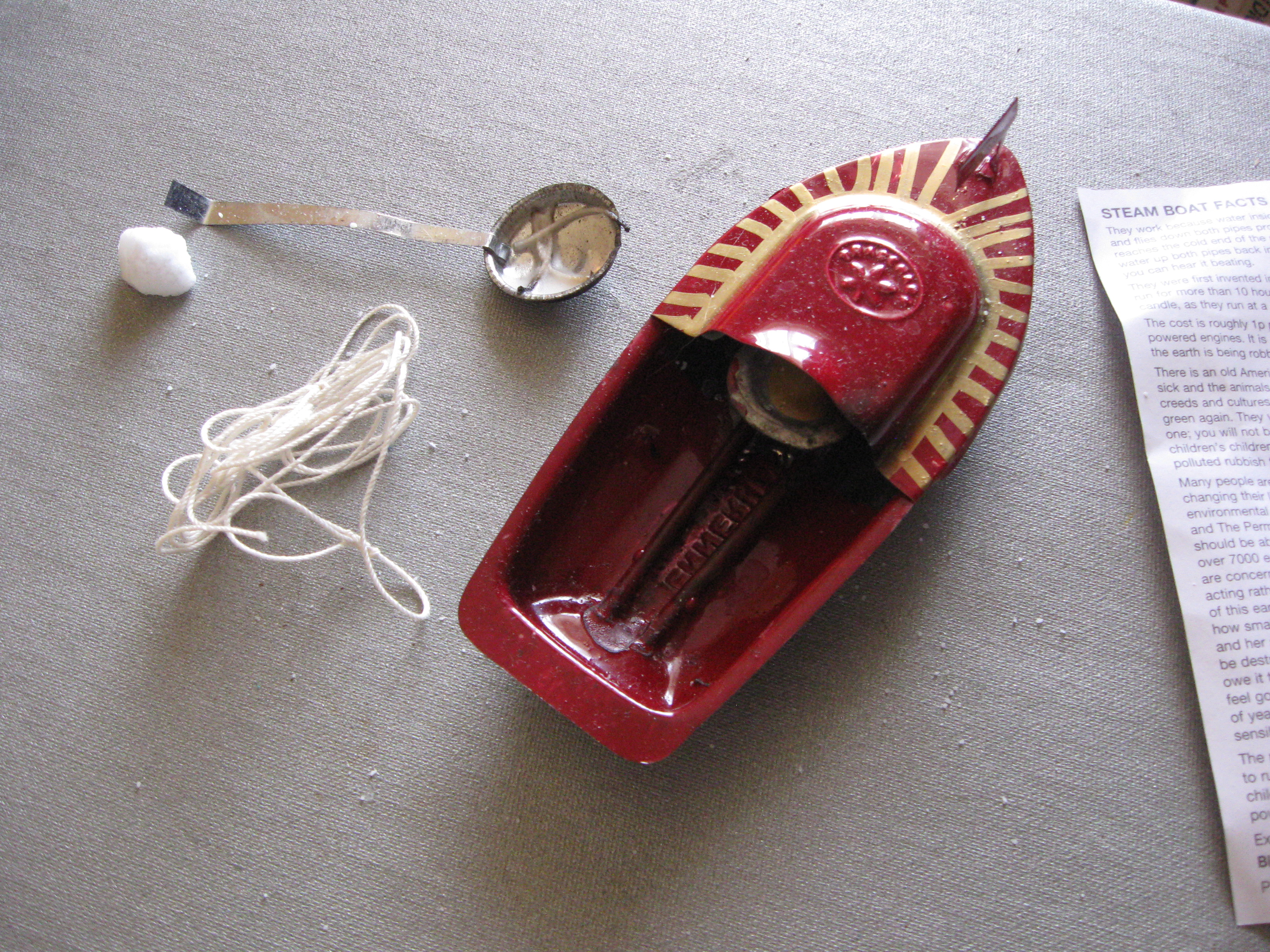
Knatterboot mit Brennschale und Esbit als Brennstoff

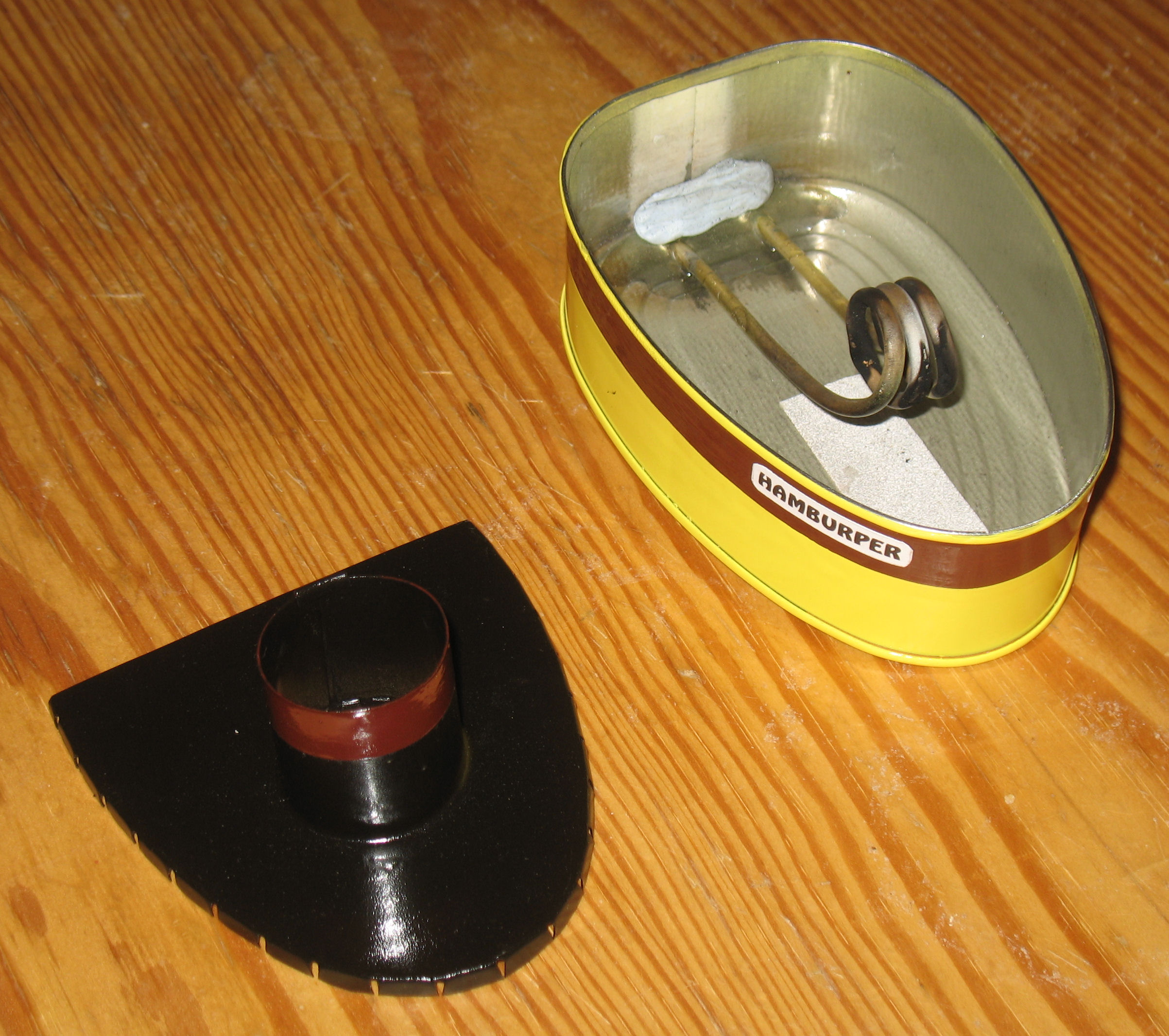
einfacher Eigenbau eines Knatterbootes

Das Knatter-, Putt-Putt- oder Puff-Paff-Boot ist ein Spielzeugboot mit Wasserimpulsantrieb (Dampfjetantrieb, Pulsarmotor, engl. pulsed waterjet). Der einfache Motor kommt ohne bewegte Teile wie Kolben, Ventile oder Räder aus. Als Energiequelle dient eine Kerze oder eine andere Wärmequelle. Am Heck des Bootes ragen unterhalb der Wasserlinie zwei Rohre nebeneinander und parallel heraus. Durch die Rohre wird Wasser angesaugt und wieder ausgestoßen. Obwohl genauso viel Wasser angesaugt wie ausgestoßen wird, gibt es eine positive Impulsbilanz, die das Boot vorwärtstreibt. Ursache des positiven Impulses bezogen auf das Boot als Bilanzhülle ist die Tatsache, dass das Wasser zwar aus allen Richtungen angesaugt, aber bevorzugt in eine Richtung wieder ausgestoßen wird. Beim Ansaugen entsteht somit – eher – eine kugelsymmetrische und damit impulsneutrale Senke, beim Ausstoßen ein impulsbehafteter Freistrahl. 
In der Fachzeitschrift Journal Dampf Heißluft, Neckarverlag, Heft 04 2020, ISSN 1616-9298, wird in einem einfachen Versuchsaufbau gezeigt, dass der Bootskörper auch  beim Ansaugvorgang einen gut sichtbaren, wenn auch geringen Vortrieb, erfährt. Der Ansaugvorgang des Kessels wird bei diesem Versuch mit Hilfe eines  vorgespannten Gummiballs und einer Pipette simuliert.  

## Funktionsprinzip des Motors

### Flachverdampfer

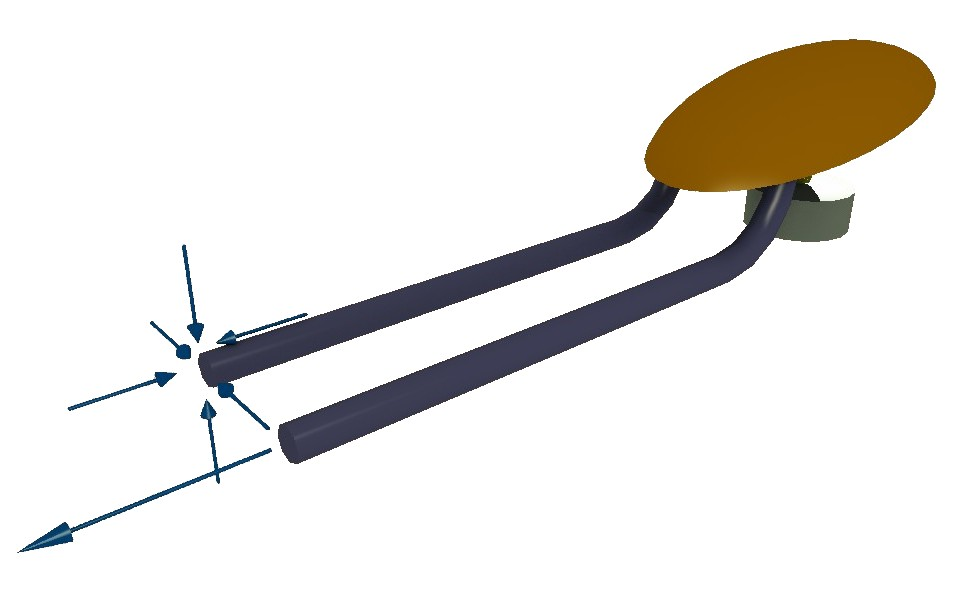
Heckansicht, mit beiden Strömungsfällen
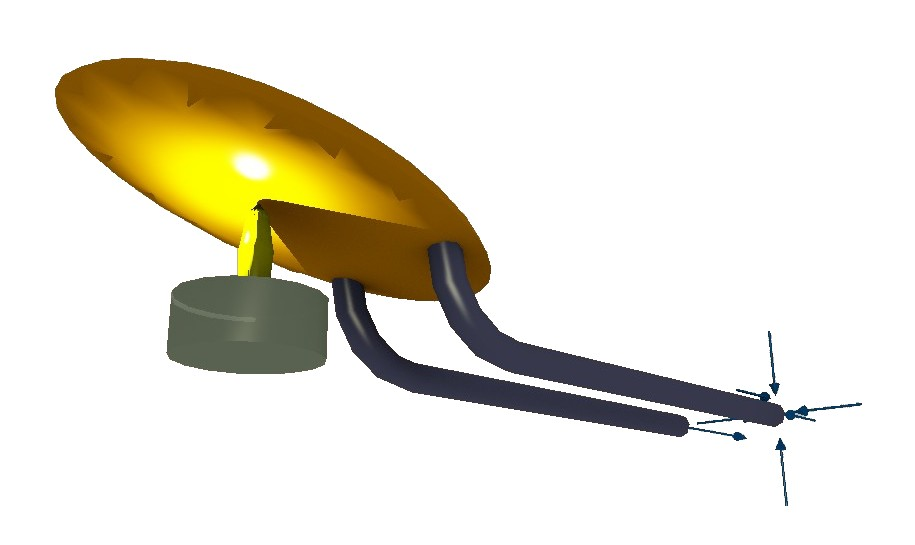
Blick von unten, Antrieb samt Kerze

Eine verbreitete Konstruktion des Motors ist in den Bildern oben dargestellt: Ein flach-linsenförmiger Verdampfer (gelb) aus verlötetem Kupferblech ist horizontal über der Flamme positioniert. Von zwei Stellen des Verdampfers laufen die Rückstoßröhren (dunkelgrau) zum Heck des Bootes, wo sie unterhalb der Wasserlinie ein Stück ins Wasser reichen. Die zweite Röhre ist für die Funktion nicht notwendig, sie erleichtert jedoch die luftblasenfreie Befüllung mit Wasser zur Inbetriebnahme.
Erreicht das Wasser im kleinen Verdampfer den Siedepunkt, wird es unter der beständigen Erwärmung durch die Kerze sehr rasch verdampfen. Der Überdruck des (Heiß-)Dampfes beschleunigt das Wasser in den Röhren, das schwungvoll nach hinten ins Freie ausgestoßen wird.
Zu Ende der Ausstoßphase hat sich der ehemals unter Überdruck stehende Heißdampf unter dem Schwung der Strömung in den Rohren auf etwas unter Umgebungsdruck entspannt und dadurch deutlich abgekühlt.
Der Überdruck der Umgebung ist nun maximal und es beginnt unter Richtungsumkehr kaltes Wasser von außen in die Rohre einzuströmen. An der im Rohr nun fortschreitenden Wasserfront kondensiert nun eine relevante Menge Dampf, sodass hier Unterdruck aufrechterhalten und der Wasserstrom weiter in Richtung Verdampfer gepresst wird. Unter dem dadurch aufgebauten Schwung des Flüssigkeitstroms in den Röhren wird zuletzt Wasser in den kleinen Verdampfer eingespritzt.
Die Temperatur der in der Zwischenzeit weiterhin der Flamme zugewandten Seite des – von flüssigem Wasser – leeren Verdampfers hat sich in der Zwischenzeit mangels Wärmeabfuhr deutlich erhöht. Die Wärmekapazität des Verdampfers hilft, das eingespritzte und durch Dampfkondensation vorgewärmte Wasser sehr rasch zu verdampfen. Ein neuer Zyklus beginnt.
Diese Bootsmodelle funktionieren mit einer recht stabilen Pulsationsfrequenz in der Größenordnung 1–10 Hz.
Physikalisch kann ein solcher Antrieb als Oszillator gesehen werden, der vom Wärmestrom der Flamme energetisch gespeist wird. Geschwindigkeit der Wasserströmung im Rohr, Dampfmenge und Druck in der Dampfphase, Temperaturen an der Wandung von Verdampfer und Rohr schwanken rhythmisch und phasenverschoben, denn die verschiedenen Energiereservoirs wechselwirken gekoppelt über die Trägheiten von Masse, Wärmekapazität und die Phasenübergänge Sieden und Kondensieren. Vom Medium Wasser gehen noch die hohe Verdampfungsenergie und seine Viskosität ein.

### Strömungsvisualisierung
Die Strömungsgeschwindigkeiten am Auslass eines Knatterboots können z. B. mit der Particle Image Velocimetry Methode gemessen werden. Diese quantitative Visualisierungstechnik zeigt die Geschwindigkeitsverteilung (Wirbelringe), die hinter den Auslassrohren erzeugt wird. Außerdem ist zu erkennen, wie das Wasser anschließend in den Auslass zurückgesaugt wird. Die Spitzenströmungsgeschwindigkeiten dieses speziellen Knatterboots erreichen 0,4 m/s und die Frequenz beträgt etwa 7 Hz.

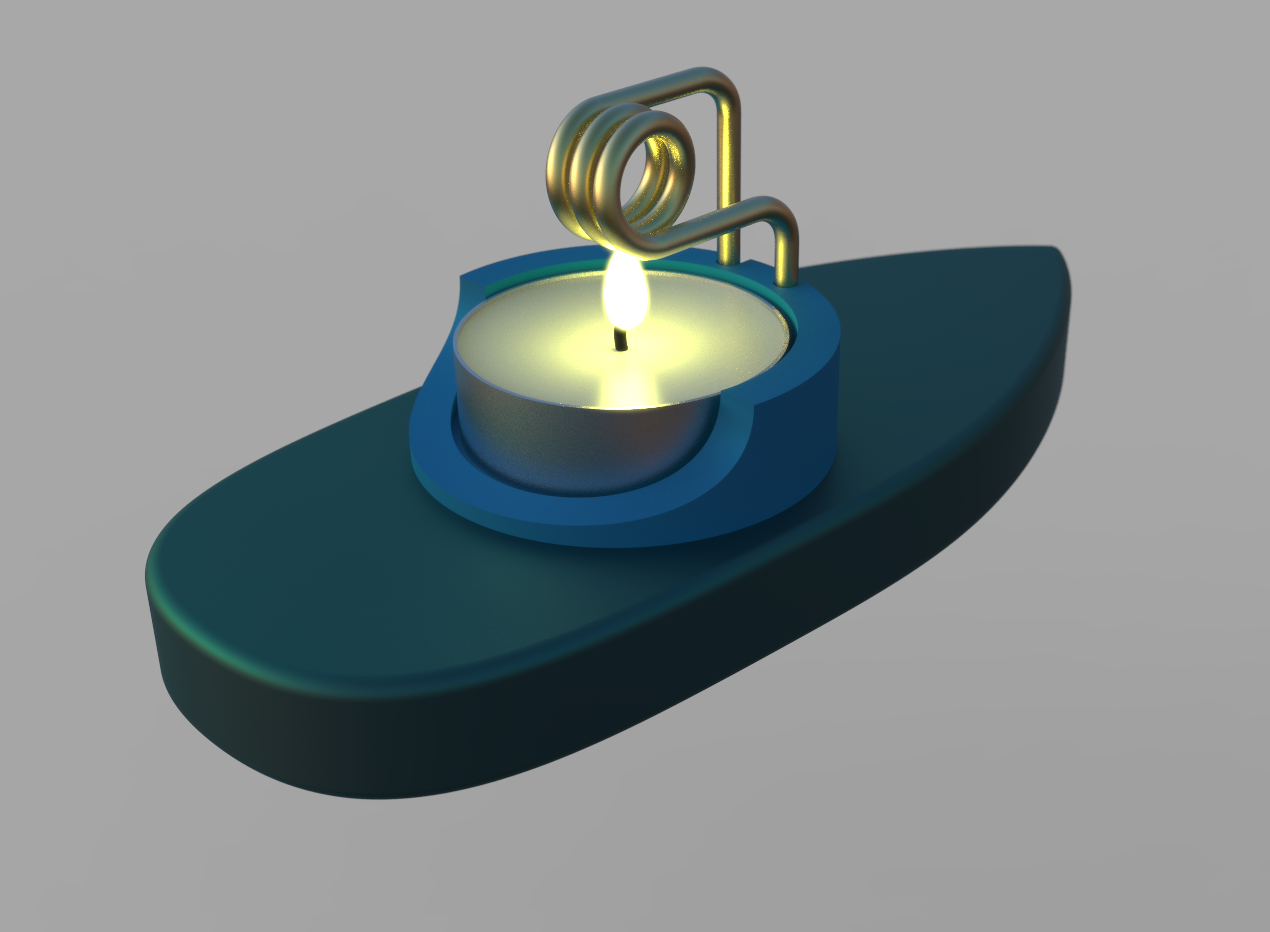
Draufsicht auf ein Knatterboot

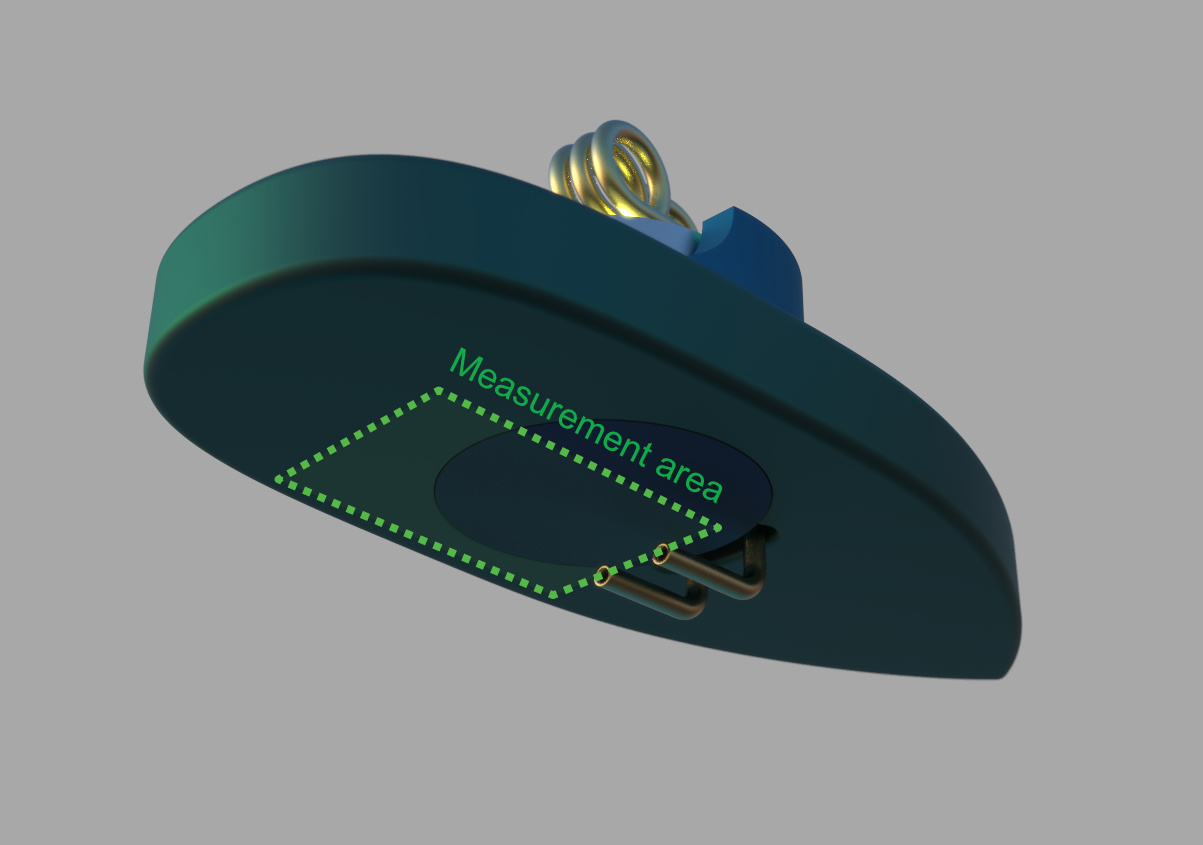
Bereich unter dem Knatterboot, der durch die Particle Image Velocimetry Methode vermessen wird.

Die Grafik zeigt den zeitlichen Verlauf der Geschwindigkeiten hinter dem Auslass eines Knatterboots.

### Geräuscherzeugung
Das charakteristische namensgebende knatternde Geräusch des Bootes entsteht nicht direkt durch den Verdampfungsvorgang, sondern durch eine spezielle Konstruktion des Verdampfers: Die Oberseite ist aus Federstahlblech wie beim Knackfrosch oder aus Messingblech ausgeformt. Bei den schnellen Druckwechseln springt diese Oberseite hin und her und erzeugt dabei jeweils ein knackendes Geräusch.

### Schraubenverdampfer

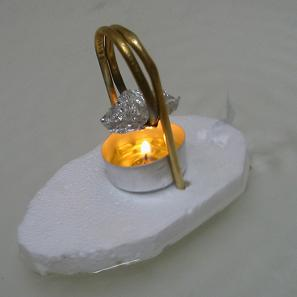
Schraubenverdampfer

Eine einfachere, aber genauso effiziente Konstruktion des Knatterboots basiert auf einer einzigen dünnen Kupfer-, Messing- oder Aluminiumröhre von etwa drei bis vier Millimetern Innendurchmesser. Die Röhre wird im Mittelteil so zu einer Schraube gewunden, dass die beiden Enden parallel und gleich lang abgehen. Die Schraube dient als Verdampfer. Ein Schraubenverdampfer arbeitet geräuschlos und kann ein Boot bei entsprechender Energiezufuhr – beispielsweise durch einen Spiritusbrenner – auf Geschwindigkeiten von 10 bis 20 Zentimeter pro Sekunde beschleunigen.
Am Verdampfer ist das Rohr mindestens auf Siedetemperatur des Wassers aufgeheizt. An den Jetdüsen hat das Rohr Wassertemperatur. Am Meniskus, der Wasserdampf-zu-Wasser-Grenze, laufen folgende Prozesse ab: Durch den Wasserdampfdruck wird das Wasser in Richtung Jetdüsen gepresst. Die vorher mit Wasser gefüllten Rohrabschnitte sind so kühl, dass der Wasserdampf kondensiert. Nach der Kondensation besteht wegen des Volumenunterschieds von Wasserdampf zu Wasser ein Unterdruck zum Luftdruck, und der Meniskus bewegt sich wieder in Richtung Verdampfer.

## Andere Bezeichnungen
Das Knatterboot ist unter vielen anderen, meist lautmalerischen Bezeichnungen bekannt:
- Puff-Paff-Boot (vor dem Zweiten Weltkrieg)
- Pütt-Pütt-Boot
- Dampfjetboot
- Tuck-Tuck-Boot (Schweiz)
- pop-pop boat (engl.)
- Kerzenboot

## Film
Im Anime Ponyo – Das große Abenteuer am Meer vergrößert ein Mädchen mit Zauberkräften ein Knatter-Spielzeugboot, das ab da zwei Kindern als richtiges Boot dient. Der Antrieb war die mit dem Zauber ebenso vergrößerte Kerze.